# Johann Baumgartl
Johann Baumgartl (15. června 1883 – 20. května 1951) byl československý politik a poslanec Národního shromáždění za Německou sociálně demokratickou stranu dělnickou v ČSR.

## Biografie
Podle údajů k roku 1933 bydlel v Rotavě.
V parlamentních volbách v roce 1929 získal za Německou sociálně demokratickou stranu dělnickou v ČSR poslanecké křeslo v Národním shromáždění. Mandát ovšem získal až dodatečně, v listopadu 1933, jako náhradník poté, co zemřel dosavadní poslanec Adolf Pohl.